# استفانو کریشی
استفانو کریشی (انگلیسی: Stefano Crisci؛ زادهٔ ۱۸ اوت ۱۹۸۹) بازیکن فوتبال اهل ایتالیا است.
از باشگاه‌هایی که در آن بازی کرده‌است می‌توان به باشگاه فوتبال پارما اشاره کرد.